# Plerodia syrinx
Plerodia syrinx là một loài bọ cánh cứng trong họ Cerambycidae.